# Atalotriccus pilaris
Atalotriccus pilaris là một loài chim trong họ Tyrannidae.

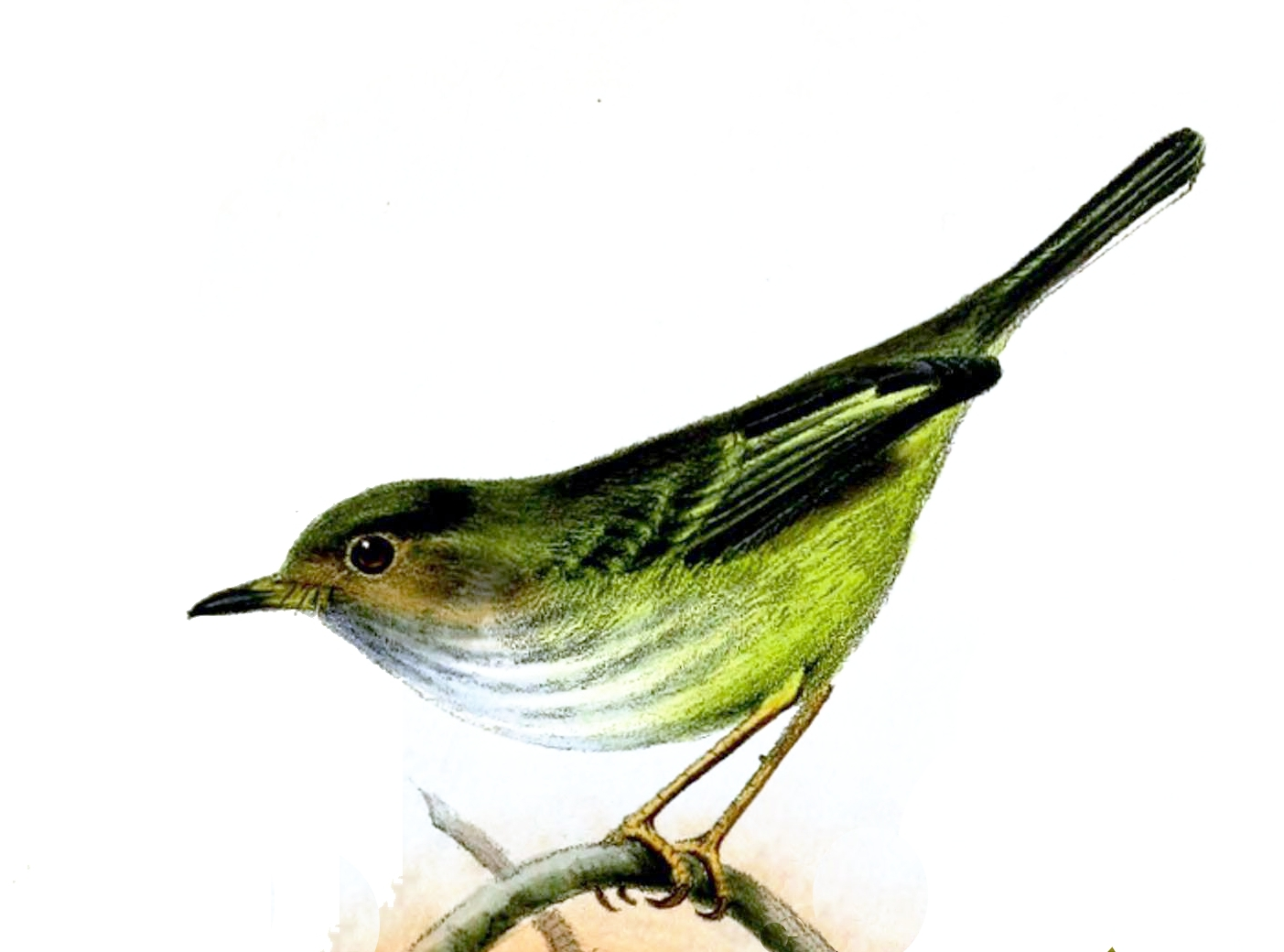